# عبد الرحمن بن مخنف
عبد الرحمن بن مخنف الغامدي الأزدي (15 هـ - 75 هـ) ويُكنى بـأبي حكيم، قائد عسكري، ومقاتل شجاع، من أشراف الأزد وكبارها.
شهد معركة صفين مع أبيه وحمل راية بني نهد من الأزد، وشهد أيضًا معركة النهروان، ووقعة جبانة السبيع، واستعمله علي بن أبي طالب على خراج مدينة الري، كما حارب الخوارج مع المهلب ولهُ بلاءً حسن وذكر عظيم فيها، وهو القائل: «خندقنا سيوفنا».

## نسبه ونشأته
- هو عبد الرحمن بن مخنف بن سليم بن حارث بن عوف بن ثعلبة بن عامر بن ذهل بن مازن بن ذبيان بن ثعلبة بن الدؤل بن سعد مناة بن غامد.[5]

وُلد عبد الرحمن بن مخنف في الكوفة، عام معركة القادسية 15 هـ. برز أيام الإمام علي بن أبي طالب، وشهد معركة صفين، وبعض الأحداث مع أبيه مخنف بن سليم. ثم برز في عهد بني أمية، كمحارب في صف المهلب بن أبي صفرة ضد الخوارج، أنتهت إليه رئاسة أزد شنوءة وأزد عمان.

## مشاركته في الحروب

### وقعة صفين
قابل عبد الرحمن بن مخنف، سفيان بن عوف في معركة صفين، وآنذاك قد أنقسمت غامد لجماعتين، جماعة قد كانت مع علي بن أبي طالب ويترأسهم مخنف بن سليم، وجماعة كانت مع معاوية بن أبي سفيان تحت راية سفيان بن عوف.
وفي ذلك يقول عبد الرحمن بن مخنف: «صرع يزيد بن المغفل إلى جنبي فقتلت صاحبه وقمت على رأسه، وقتل أبو زبيب بن عروة فقتلت صاحبه، وجاءني سفيان بن عوف فقال: أقتلتم يا معشر الأزد يزيد بن المغفل؟ فقلت له: إي والله إنه لهذا الذي تراني قائما على رأسه. قال: ومن أنت حياك الله؟ قلت: أنا عبد الرحمن بن مخنف. فقال: الشريف الكريم، حياك الله ومرحبا بك يا ابن العم، أفلا تدفعه إلى فأنا عمه سفيان بن عوف بن المغفل؟ فقلت: مرحبا بك، أما الآن فنحن أحق به منك، ولسنا بدافعيه إليك، وأماما عدا ذلك فلعمري أنت عمه ووارثه».

### قتال الخوارج
وفي ذلك ظهر الخوارج الأزارقة كعامل مُهدد للدولة الأموية، وفي شدة قوتهم وأتساع رقعتهم، كتب الحجاج بن يوسف كتابًا إلى عبد الرحمن والمهلب بن أبي صفرة وفيه: «أما بعد، إذا أتاكم كتابي هذا فناهضوا الخوارج، والسلام.». فزحف القائدين المهلب بن أبي صفرة وعبد الرحمن بن مخنف إلى الخوارج وقاتلوهم قتالًا شديدًا أستمر لأيام حتى أجلوهم عن رامهرز، وفي ذلك يروي الطبري فيقول:
ويقول الطبري أيضًا:

## أبناءه
لدى عبد الرحمن ولدان، وهما:
- جعفر بن عبد الرحمن: قائد عسكري شجاع، كان والي ربع الكوفة، ولآه الحجاج قيادة جيوش أهل الري والعراق على الخوارج وأنتصر عليهم، وهو الذي قتل قطري بن الفجاءة.[11][12][13]

- سبرة بن عبد الرحمن: قائد عسكري أموي، بعثه الحجاج في مائتي فارس نجدةً لمطرف بن المغيرة ضد شبيب الخارجي،[14] كما قدم على يزيد بن المهلب ومسلمة بن عبدالملك في حربهم للكوفة، وقد اثنى عليه مسلمة بن عبداللمك قائلًا، هذا رجل لأهل بيته طاعة وبلاء.[15]

## مقتله
بعد حروبه مع الخوارج وإجلائهم عن رامهرز، رفض عبد الرحمن أن يخندق على نفسه، فبغاتوه الخوارج فقتلوه في مدينة كازرون، فدفنوه وصلوا عليه، فأرس المهلب بن أبي صفرة ذلك إلى الحجاج، فعلم الحجاج فأرسل إلى عبد الملك بن مروان، فنعى عبد الرحمن بمنى، وذم أهل الكوفة على ذلك، قتله قطري بن الفجاءة سنة 75 هـ.